# Disability vlag

Visually Safe Disability Pride Flag

De eerste versie van de Disability Pride Flag door Ann Magill, gepubliceerd in 2019. Deze vlag wordt niet meer gebruikt en in 2021 officieel vervangen door de nieuwe visueel veilige en inclusieve vlag.

De Disability vlag is een symbool voor mensen met een diverse soorten beperkingen, te vergelijken met de Regenboogvlag voor de queer gemeenschap. De oorspronkelijke vlag werd in 2019 ontworpen door Ann Magill, een kunstenaar met een beperking. De oorspronkelijke vlag bestond uit 5 zigzaggende strepen. Op kleine beeldschermen bleek dit voor sommigen problemen te veroorzaken waardoor de vlag 2021 is aangepast naar de huidige versie. De verschillende strepen vertegenwoordigen verschillende vormen van handicaps.

## Een Vlag voor Iedereen
Mensen met een beperking vormen een breed en divers spectrum. De Disability vlag is inclusief en erkent dat handicaps op verschillende manieren invloed kunnen hebben op het dagelijks leven. Dit omvat zowel zichtbare als onzichtbare beperkingen, chronische ziekten, neurologische aandoeningen en tijdelijke handicaps. De vlag erkent dat iedereen met een beperking een unieke ervaring heeft, maar tegelijkertijd deel uitmaakt van een grotere gemeenschap die strijdt voor erkenning en gelijke rechten.
De vlag is bedoeld voor:
- Lichamelijke beperkingen, zoals verlamming, amputaties, chronische pijn, spierdystrofie en reumatische aandoeningen.
- Zintuiglijke beperkingen, waaronder doofheid, slechthorendheid, blindheid en slechtziendheid.
- Neurodivergentie, zoals autisme, ADHD, dyslexie en andere neurologische verschillen.
- Psychische aandoeningen, zoals depressie, angststoornissen, PTSS en bipolaire stoornis.
- Chronische en onzichtbare ziekten, zoals ME/CVS, fibromyalgie, lupus, diabetes en andere aandoeningen die vaak niet direct zichtbaar zijn.
- Ongediagnosticeerde en zeldzame aandoeningen, die niet altijd erkend worden, maar wel grote invloed hebben op het leven van een persoon.

#### Inclusie en betekenis

Neurodivergent disability vlag

De vijf diagonale strepen van de vlag staan symbool voor de verschillende soorten handicaps, maar ook voor de overlap en complexiteit binnen deze groep. Veel mensen hebben meerdere beperkingen tegelijk of ervaren hun handicap op een manier die niet in één categorie past. De kleuren van de vlag benadrukken dat elk individu een eigen ervaring heeft, maar dat er tegelijkertijd een gedeeld belang is in toegankelijkheid, acceptatie en gelijke rechten. De zwarte achtergrond is ook een belangrijk symbool. Het herinnert aan de strijd die mensen met een beperking hebben gevoerd tegen discriminatie en uitsluiting. Tegelijkertijd staat het voor kracht, verzet en eenheid. Mensen met een beperking worden vaak over het hoofd gezien of gemarginaliseerd in de samenleving.
Wanneer het de bedoeling is om naar een specifiekere groep te verwijzen, wordt het ontwerp van deze vlag gebruikt met minder strepen. De vlag voor neurodivergentie bijvoorbeeld bestaat uit een zwarte achtergrond met diagonaal een witte streep en aan weerzijden twee gouden strepen. 

## Het goud-zilver-brons vlag

Het goud-zilver-brons vlag was een van de eerste pogingen om de gemeenschap te verenigen

Het goud-zilver-brons vlag was vooral bedoeld om de prestaties en de waarde van gehandicapten in de samenleving te benadrukken. Hij is ontworpen met een metallic kleurenschema dat is geïnspireerd op de medailles die worden uitgereikt bij sport- en wedstrijdwedstrijden, met name de Paralympische Spelen. Het idee achter dit ontwerp was om de waardigheid, prestaties en bijdragen van mensen met een handicap te benadrukken, in tegenstelling tot maatschappelijke verhalen die vaak gericht waren op beperkingen in plaats van sterke punten. Op 3 december 2017, op de United Nations' International Day of Persons with Disabilities (Internationale Dag van personen met een handicap van de Verenigde Naties), kwamen parlementariërs uit Latijns-Amerikaanse landen bijeen in een plenaire vergadering in Peru. Bij acclamatie verklaarden ze de vlag tot het symbool van alle mensen met een handicap. Op dezelfde dag werd de vlag overhandigd aan het Europese hoofdkwartier van de Verenigde Naties. Op 3 december 2018 werd de vlag geadopteerd door de "Foment d'Esportistes amb Reptes" (FER), een Olympische en Paralympische sportorganisatie in Spanje.
De vlag is een driekleur met drie horizontale banen van gelijke lengte: goud, zilver en brons. Deze kleuren doen denken aan de drie medailles op de Paralympische Spelen en zijn bedoeld om het overwinnen van obstakels door het collectief weer te geven in plaats van de competitieve en meritocratische gevoelens die verbonden zijn aan het evenement zelf. Bijvoorbeeld discriminerende tegenslagen opgelegd door de maatschappij, de overwinning van nieuwe rechten die zijn bereikt voor het collectief en een viering van het toegenomen bewustzijn van sociale ongelijkheid. Volgens Recio staan de drie kleuren ook voor de verschillende vormen van invaliditeit. Het is echter de bedoeling dat de betekenis van deze kleuren wordt bepaald door de collectieve gemeenschap die ze vertegenwoordigen.
- Goud – Vertegenwoordigde uitmuntendheid, veerkracht en leiderschap in de gehandicaptengemeenschap.
- Zilver – Symbool voor aanpassingsvermogen en intelligentie, een weerspiegeling van hoe gehandicapten navigeren in een wereld die vaak niet voor hen gebouwd is.
- Brons – Stond voor doorzettingsvermogen, hard werken en de dagelijkse strijd en triomfen van mensen met een handicap.

Vanwege het metallische kleurenschema was niet zo visueel onderscheidend of symbolisch als andere vlagontwerpen, heeft de vlag nooit veel aandacht gekregen binnen de beweging voor de rechten van mensen met een handicap. Er ontbrak ook een directe weergave van verschillende soorten handicaps, in tegenstelling tot de latere vlag met vijf strepen van Ann Magill. Sommige critici vonden dat het koppelen van de vertegenwoordiging van personen met een handicap aan een ranglijstsysteem (goud, zilver, brons) onbedoeld een hiërarchie onder personen met een handicap zou kunnen versterken.